# Paratylodiplax
Paratylodiplax is een geslacht van kreeftachtigen uit de klasse van de Malacostraca (hogere kreeftachtigen).

## Soorten
- Paratylodiplax algoensis (Barnard, 1954)
- Paratylodiplax blephariskios (Stebbing, 1924)
- Paratylodiplax derijardi (Guinot & Crosnier, 1963)